# Instagram
Instagram (рус. Инстагра́м) — американская социальная сеть для обмена фотографиями и видео, основанная Кевином Систромом и Майком Кригером. В апреле 2012 года компания Facebook Inc. приобрела сервис за ~1 миллиард долларов США наличными и акциями. Приложение позволяет пользователям загружать медиафайлы, которые можно редактировать с помощью фильтров и организовывать с помощью хештегов и географических меток. Сообщениями можно делиться публично или с заранее одобренными подписчиками. Пользователи могут просматривать контент других пользователей по тегам и местоположению, а также просматривать трендовые материалы. Пользователи могут лайкать фотографии и подписываться на других пользователей, чтобы добавить их контент в личную ленту.
Ранее Instagram позволял делать фотографии квадратной формы (как камеры моментальной фотографии Polaroid, Kodak Instamatic и среднеформатные камеры), но с 26 августа 2015 года ввёл возможность добавлять фото и видео с ландшафтной и портретной ориентациями без обрезания до квадратной формы. Сервис также добавил функции обмена сообщениями, возможность включать несколько изображений или видео в одно сообщение, а также функцию «Истории», аналогичную её главному конкуренту Snapchat, которая позволяет пользователям размещать фотографии и видео в последовательной ленте, причем каждое сообщение доступно другим пользователям в течение 24 часов. По состоянию на январь 2019 года функцию Stories ежедневно используют 500 миллионов пользователей.
Приложение совместимо с платформами iOS и Android, оно распространяется через App Store и Google Play соответственно. В 2021 году появилась возможность загружать медиафайлы через веб-сайт Instagram.
По прогнозам экспертов, Instagram за 2017 год получил от глобальной рекламы около $2,8 млрд. На 2018 год число зарегистрированных пользователей составляло 1,1 млрд человек.

## История
Разработка приложения Instagram началась в Сан-Франциско, когда Кевин Систром и Майк Кригер решили переориентировать свой проект Burbn на мобильные фотографии. Приложение появилось в магазине приложений App Store компании Apple 6 октября 2010 года.
Вскоре после выпуска приложения к команде присоединился Джош Ридель в качестве менеджера сообщества. В ноябре 2010 года к команде присоединился Шейн Суини в качестве инженера, а в августе 2011 года — Джессика Золлман как IT-евангелист сообщества.
В январе 2011 года в приложение были добавлены хештеги для того, чтобы было легче находить пользователей и фотографии.
В сентябре 2011 года была выпущена версия приложения 2.0, в которой появились живые фильтры, мгновенное изменение наклона, четыре новых фильтра, фотографии высокого разрешения, опциональные границы, поворот одним кликом и обновлённая иконка.
В апреле 2012 года была выпущена версия приложения для платформы Android, которое за сутки было скачано более миллиона раз.
9 апреля 2012 года Facebook объявил о покупке мобильного фотоприложения Instagram за $1 млрд. Владельцам фотосервиса Facebook перечислит 300 миллионов долларов и передаст около 23 миллионов своих акций. Кроме того, социальная сеть обязалась в случае срыва сделки выплатить Instagram неустойку в 200 миллионов долларов. В связи с покупкой 25 июня вышло обновление 2.5, в результате которого в Instagram’е появилась более тесная интеграция с Facebook’ом.
В конце 2012 года Instagram объявил об изменении правил пользовательского соглашения. Среди нововведений должен был появиться пункт, что Instagram получает права на использование фотографий, загруженных его пользователями, в том числе в рекламных целях. Это вызвало резкую критику в обществе, как среди участников Instagram’а, так и со стороны юристов по авторскому праву. Многие участники Instagram’а удалили свои учётные записи. По данным аналитической службы AppData, Instagram, возможно, потерял до 25 % пользователей — его ежедневная посещаемость снизилась с 16 млн до 12 млн человек. Столкнувшись с критикой и протестами, руководство сервиса переформулировало спорный пункт пользовательского соглашения, заявив, что их намерения были неправильно поняты.
В апреле 2013 года Instagram сообщил о начале внедрения своей новой разработки, которая позволит пользователям отмечать на фотоснимках себя, своих друзей, интересные места, а также известные бренды. Также будет предоставлена возможность настраивать систему уведомлений о новых отметках и в том числе делать их приватными.
В июне 2013 года Instagram анонсировал возможность записи видео длиной в 15 секунд.
8 августа 2013 года появилась интеграция с социальной сетью «ВКонтакте».
21 ноября 2013 года была выпущена версия Instagram’а для Windows Phone 8.
В марте 2015 года Instagram объявил о возможности для брендов создавать фотогалереи и отправлять пользователей на свой сайт с помощью кнопки «Узнать больше». В настоящее время компания анонсировала новую функциональность для брендов: кнопки «Купить сейчас» и «Установить сейчас».
В июле 2015 года фотографии в Instagram стали загружаться в лучшем качестве — 1080x1080 пикселей (вместо прежних 640x640 пикселей).
В августе 2015 года Instagram добавил к традиционному квадратному формату снимков и видео альбомный и портретный формат.
30 сентября 2015 года в Instagram’е появились рекламные записи, содержащие видеоролики длительностью до 30 секунд. При этом продажи рекламы стартовали и в России.
Начиная с 8 февраля 2016 года владельцы нескольких страниц в Instagram’е могут находиться в них одновременно. Обладатели устройств на базе iOS (7.15) и Android’а получили возможность пользоваться в то же самое время несколькими аккаунтами, не выходя ни из одного из них. Чтобы данная опция начала работать, необходимо в настройках профиля добавить дополнительную учётную запись и нажать имя пользователя.
16 марта 2016 года Instagram проинформировал своих подписчиков об изменении схемы появления обновлений в ленте. Теперь она будет формироваться не на основе хронологии, а базируясь на интересах пользователя. Как говорится в сообщении официального блога компании, первое время планируется оставить все публикации пользователя, будет изменён лишь их порядок. Нововведения будут внедряться не сразу, а постепенно, в течение нескольких месяцев.
В марте 2016 года также было анонсировано ещё одно нововведение — изменение продолжительности загружаемого видеоконтента. Максимальная длительность видео увеличилась в четыре раза — с 15 до 60 секунд. Это решение было обосновано резким ростом интереса пользователей к этому формату и количеством опубликованных видеороликов за последнее время.
В мае 2016 года Instagram объявил об изменении дизайна, который стал более монохромным и лаконичным. По-другому теперь выглядят иконки и надписи: чёрный цвет в их оформлении сменился на синий. Логотип приобрёл эффект градиента.
20 июня 2018 года в Instagram’е появилась функция IGTV (InstaGram TV) которая предназначена для длинных вертикальных видео. Смотреть ролики оттуда можно будет как в отдельном приложении, так и внутри Instagram. В отличие от Instagram, видео в IGTV не ограничивается только одной минутой, они могут длиться до часа. Люди также смогут комментировать видео и делиться им с друзьями.
1 августа 2018 года Instagram анонсировал инструмент, который будет напоминать пользователям, сколько времени они проводят в приложении. Этот параметр будет обозначен в настройках как «Ваша активность». Пользователи смогут контролировать время в соцсети, отключая push-уведомления или устанавливая ежедневную норму активности в Instagram’е.
В сентябре 2018 года в словаре Merriam-Webster официально появились глагол «Instagram» и прилагательное «Instagrammable».
Кевин Систром и Майк Кригер 24 сентября объявили, что решили уйти из компании соцсети. Официальных причин они не заявили, однако в прессе обсуждались слова, сказанные на одном из совещаний с руководством Facebook о том, что он так и не получил независимости, ресурсов и доверия.
1 октября 2018 года совет директоров Facebook объявил, что новым главой Instagram станет американский и израильский предприниматель Адам Моссери.
22 ноября 2018 года разработчики социальной сети Instagram начали тестирование нового интерфейса мобильного приложения.
13 марта 2019 года у компании Facebook случился крупнейший сбой в истории, продолжавшийся около 10 часов. В течение этого времени Facebook, Instagram, Messenger и WhatsApp оказались недоступны для многих стран по всему миру. Проблемы возникли из-за «изменения конфигурации сервера».
19 марта 2019 года социальная сеть начала тестировать новую функцию совершения онлайн-покупок через своё приложение — Checkout в Instagram.
В ноябре 2019 года социальная сеть убирает вкладку «Подписки» из официального приложения «во избежание недоразумений». Вкладка по сути позволяла следить за действиями других пользователей: лайками, комментариями и подписками.
В марте 2021 года, компания объявила о создании специальной версии Instagram, которой смогут пользоваться дети.
4 октября Instagram как и ряд других сервисов, принадлежащих Meta, подвергся серьёзному сбою в работе.
10 марта 2022 года из-за вторжения России на Украину Meta сняла запрет на сообщения с призывами к насилию над российскими военными. После критики в СМИ компания заявила, что запрет не действует только для граждан Украины, и подчеркнула, что призывы к насилию по отношению к российским гражданским лицам по-прежнему недопустимы.
11 марта Роскомнадзор принял решение заблокировать Instagram в России. Доступ был полностью ограничен в 00 часов по местному времени 14 марта 2022 года.
2 августа 2024 года Instagram был заблокирован в Турции решением Совета по информационным технологиям и связи. По данным NTV, это могло произойти из-за удаления соцсетью соболезнований в связи с гибелью лидера ХАМАС Исмаила Хании. На состоявшихся 5 августа переговорах между властями Турции и руководством Instagram не было достигнуто соглашения о снятии блокировки. Турецкая сторона заявила, что запрет останется в силе, пока не будут выполнены её условия. 10 августа соцсеть в стране снова заработала.

## Reels
В ноябре 2019 года сообщалось, что Instagram начал пилотную версию нового сервиса и новой функции видео, известной как «Reels», которая стартовала в Бразилии, а впоследствии расширилась на Францию и Германию. По функциональности он аналогичен китайскому сервису обмена видео TikTok, с упором на то, чтобы позволить пользователям записывать короткие видеоролики с уже существующими звуковыми клипами из других сообщений. С помощью этой функции пользователи могли снимать видео длительностью до 15 секунд. Reels также интегрируется с существующими фильтрами и инструментами редактирования Instagram.
В июле 2020 года Instagram запустил сервис Reels в Индии после того, как TikTok был заблокирован в этой стране. В августе 2020 года Reels был официально запущен в 50 странах, включая США и Великобританию в попытке заменить китайский TikTok.

## Масштабы
К декабрю 2010 года у Instagram был один миллион зарегистрированных пользователей. В июне 2011 года — уже пять миллионов. К сентябрю это число удвоилось, а к марту 2012 года количество пользователей достигло почти 30 миллионов. К концу февраля 2013 года Instagram объявил о 100 миллионах активных пользователей. А в конце марта 2014 года Марк Цукерберг заявил о регистрации 200-миллионного пользователя.
В июле 2011 года Instagram объявил о 100 миллионах загруженных фотографий. В августе того же года их число достигло 150 миллионов. К ноябрю 2013 пользователи загрузили уже 16 миллиардов снимков.
25 сентября 2017 года Instagram отчитался о 800 млн активной аудитории в месяц.
21 июня 2018 года Instagram на конференции посвящённой запуску IGTV отчитался о 1 млрд пользователей, которые заходят в соцсеть ежемесячно.
31 января 2019 года глава Meta Марк Цукерберг поделился информацией о том, что публикации в разделе Instagram Stories просматривают 500 млн пользователей в день.

## Финансирование
5 марта 2010 года, во время работы над приложением Burbn, Систром закрыл раунд финансирования в размере 500 000 долларов от Baseline Ventures и Andreessen Horowitz.
2 февраля 2011 года было объявлено, что Instagram привлёк 7 миллионов долларов от различных инвесторов, в том числе от Benchmark Capital, Джека Дорси, Криса Сакка (через фонд LOWERCASE Capital) и Адама Д’Анджело.

## Награды
- В январе 2011 года Instagram занял второе место в номинации «Лучшее мобильное приложение» в конкурсе 2010 TechCrunch Crunchies[76].
- В мае 2011 года журнал Fast Company поставил CEO Кевина Систрома на 66-е место в списке «100 самых креативных людей в бизнесе в 2011 году»[77].
- В июне 2011 года журнал Inc. включил основателей Систрома и Кригера в список «30 тех, кому нет 30»[78].
- В сентябре 2011 года Instagram выиграл в номинации «Лучшее местное приложение» в конкурсе SF Weekly Web Awards[79].
- В 2011 году Систром и Кригер появились на обложке сентябрьского выпуска журнала 7x7[80].
- В декабре 2011 года Apple выбрала Instagram «приложением года для iPhone»[81].

## Instagram-устройства и сервисы
Популярность приложения спровоцировала появление множества разработок, так или иначе связанных с Instagram’ом. В качестве отдельного направления таких разработок можно выделить проекты разнообразных устройств, предназначенных для работы с Instagram’ом.
Первым из таких устройств является Instagram Socialmatic Camera — камера, дизайн которой выполнен в стиле иконки Instagram’а. Камера позволяет сразу обработать фотографию и отправить её в Instagram, а также моментально распечатать фотографию. Таким образом разработчики устройства хотят перенести Instagram в реальный мир, предлагая пользователям делиться фотографиями не только в социальной сети, но и в жизни. Первая модель продукта студии ADR и Polaroid имеет две камеры (фронтальную и заднюю), сенсорный дисплей, мини-принтер с 4 картриджами, оптическое увеличение, 3G-модуль, а также оснащены WiFi и Bluetooth.
Вторым устройством является специальная цифровая фоторамка Instacube, которая также выполнена в стилистике иконки Instagram’а и умеет показывать на своём экране фотографии из ленты выбранного Instagram-аккаунта.
В апреле 2014 года в Москве был установлен первый вендинговый автомат под маркой Boft, позволяющий печатать фотографии из Instagram’а. 23 июня 2014 года он был запатентован.

### Хештеги
В январе 2011 года Instagram представил хештеги, по которым пользователи могут находить как фотографии, так и других пользователей. Instagram поощряет пользователей указывать точные и релевантные теги, вместо того, чтобы использовать общие слова, такие как «фото».
Пользователи формируют «тренды» с помощью хештегов. Примеры популярных трендов включают #SelfieSunday, когда пользователи публикуют селфи по воскресеньям; #MotivationMonday — по понедельникам пользователи выкладывают мотивационные фото и т. п.
В декабре 2017 года Instagram разрешил пользователям подписываться на хештеги.

### Исследовать
В июне 2012 года Instagram представил новую вкладку «Исследовать», которая собирает популярные фотографии и фотографии, сделанные рядом с пользоваталем, а также возможность поиска. Вкладка была обновлена в июне 2015 года и теперь включает в себя популярные теги и места, тщательно подобранный контент и возможность поиска местоположений. В апреле 2016 года Instagram добавил на вкладку «видео, которые могут вам понравиться» за которым в августе последовал канал «События», на котором представлены видео с концертов, спортивных игр и других прямых трансляций. После этого в октябре были добавлены истории из Instagram. Эта вкладка была позже снова расширена в ноябре 2016 года после запуска Instagram Live для отображения алгоритмической страницы с «лучшими» видео из Instagram Live, транслируемых в настоящее время. В мае 2017 года Instagram снова обновил вкладку «Обзор», чтобы продвигать общедоступные истории из близлежащих мест.

### Видео
Изначально Instagram был исключительно сервисом для обмена фотографиями, но в июне 2013 года он включил возможность загрузки 15-секундных видео. Это обновление было воспринято некоторыми технологическими СМИ как попытка Facebook составить конкуренцию популярному на тот момент приложению для обмена видео Vine. В августе 2015 года Instagram добавил поддержку широкоформатных видео. В марте 2016 года Instagram увеличил ограничение видео с 15 до 60 секунд. Функция альбомов была представлена в феврале 2017 года, после чего стало возможно размещать до 10 минут видео в одном сообщении.

#### IGTV
IGTV — это вертикальное видеоприложение, запущенное Instagram в июне 2018 года. Базовые функции также доступны в приложении и на веб-сайте Instagram. IGTV позволяет загружать видео продолжительностью до 10 минут с размером файла до 650 МБ, при этом проверенные и популярные пользователи могут загружать видео продолжительностью до 60 минут с размером файла до 5,4 ГБ. Приложение автоматически начинает воспроизведение видео, как только оно запускается, что, по мнению генерального директора Кевина Систрома, отличает сервис от видеохостингов, на которых сначала нужно найти видео.

#### Reels
В ноябре 2019 года сообщалось, что Instagram начал пилотную версию новой функции видео, известной как «Reels», в Бразилии, которая впоследствии расширилась на Францию и Германию. По функциональности она аналогична китайскому сервису обмена видео TikTok, с упором на то, чтобы позволить пользователям записывать короткие видеоролики, настроенные на уже существующие звуковые клипы из других сообщений. С помощью этой функции пользователи могли снимать до 15 (позже 30) секунд видео. Reels также интегрируется с существующими фильтрами Instagram и инструментами редактирования.
В июле 2020 года Instagram развернул Reels в Индии после того, как TikTok был запрещен в стране. В следующем месяце Reels официально запущен в 50 странах, включая США, Канаду и Великобританию. Instagram недавно представил кнопку Reels на главной странице.

### Instagram Direct
В декабре 2013 года Instagram анонсировал Instagram Direct, функцию, которая позволяет пользователям взаимодействовать с помощью личных сообщений. Подписывающиеся друг на друга пользователи получили возможность отправлять личные сообщения с фотографиями и видео. Когда пользователи получают личное сообщение от кого-то, на кого они не подписаны, сообщение попадает в очередь ожидания, и пользователь должен принять его, чтобы увидеть его. Пользователи могут отправить фотографию максимум 15 людям. В сентябре 2015 года эта функция получила серьёзное обновление, в котором была добавлена цепочка разговоров и появилась возможность обмениваться местоположениями, страницами хэштегов и профилями через личные сообщения прямо из ленты новостей. Кроме того, теперь пользователи могут отвечать на личные сообщения с помощью текста, смайлики или щелкнув значок сердца. В Direct пользователи могут делать снимки и отправлять их получателю, не выходя из разговора. Новое обновление, выпущенное в ноябре 2016 года, позволяет пользователям настроить удаление отправленных ими сообщений после просмотра получателем, при этом отправитель получает уведомление, если получатель делает снимок экрана.
В апреле 2017 года Instagram переработал Direct, чтобы объединить все личные сообщения, как постоянные, так и временные, в одну цепочку сообщений. В мае Instagram сделал возможным отправлять ссылки на веб-сайты в сообщениях, а также добавил поддержку отправки фотографий в исходной портретной или альбомной ориентации без обрезки.
В апреле 2020 года Direct стал доступен на сайте Instagram.
В августе 2020 года Meta начала объединение Instagram Direct с Facebook Messenger. После обновления (которое распространяется на сегмент пользовательской базы) значок Instagram Direct преобразуется в значок Facebook Messenger.

### Истории из Instagram
В августе 2016 года Instagram запустил Instagram Stories, функцию, которая позволяет пользователям делать фотографии, добавлять эффекты и фильтры и добавлять их в свою историю Instagram. Срок доступности изображений, загруженных в историю пользователя, истекает через 24 часа.
В ноябре Instagram добавил функцию живого видео в Instagram Stories, что позволяет пользователям транслировать себя в прямом эфире, причем видео исчезает сразу после окончания.
В январе 2017 года Instagram запустил рекламу с возможностью пропуска, в которой пятисекундная фото- и 15-секундная видеореклама появляются между разными историями.
В апреле 2017 года в Instagram Stories были добавлены стикеры дополненной реальности, «клон» функциональности Snapchat.
В мае 2017 года Instagram расширил функцию стикеров дополненной реальности для поддержки лицевых фильтров, позволяя пользователям добавлять определённые визуальные функции на свои лица.
В июне 2018 года ежедневные активные пользователи Instagram достигли 400 миллионов пользователей, а ежемесячные активные пользователи достигли 1 миллиарда активных пользователей.
В октябре 2021 года Instagram запускает стикеры «ссылка» для историй, в которые можно добавить внешнюю гиперссылку, абсолютно всем аккаунтам (за исключением новых учётных записей и аккаунтов нарушающих «Правила сообщества Instagram»).

### Реклама
В октябре 2013 года Instagram объявил, что видео и графическая реклама скоро появятся в лентах пользователей в Соединенных Штатах, а первая графическая реклама будет показана 1 ноября 2013 года. Видеореклама последовала почти год спустя, 30 октября 2014 года. В июне 2014 года Instagram объявил о запуске рекламы в Соединенном Королевстве, Канаде и Австралии, причем рекламные объявления начали появляться той осенью.
В мае 2016 года Instagram запустил новые инструменты для бизнес-аккаунтов, включая бизнес-профили, аналитику и возможность продвигать сообщения в виде рекламы. Чтобы получить доступ к инструментам, компании должны были связать соответствующую страницу в Facebook. Новая страница аналитики, известная как Instagram Insights, позволяла бизнес-аккаунтам просматривать самые популярные сообщения, охват, впечатления, вовлеченность и демографические данные. Insights сначала был запущен в США, Австралии и Новой Зеландии, а позже в 2016 году распространился на весь остальной мир.
В феврале 2016 года Instagram объявил, что у него на платформе 200 000 рекламодателей. Это число увеличилось до 500 000 в сентябре 2016 г. и до 1 миллиона в марте 2017 г.
В ноябре 2018 года Instagram добавил возможность для бизнес-аккаунтов добавлять ссылки на продукты, направляющие пользователей на страницу покупки, или сохранять их в «списке покупок». В апреле 2019 года в Instagram была добавлена опция «Оформить заказ в Instagram», которая позволяет продавцам продавать товары непосредственно через приложение Instagram.

### Сторонние сервисы
Популярность Instagram привела к появлению множества сторонних сервисов, предназначенных для интеграции с ним, включая сервисы для создания контента для публикации в сервисе и создания контента из фотографий Instagram (включая физические распечатки), аналитики и альтернативных клиентов для платформы с недостаточной или отсутствующей официальной поддержкой Instagram (например, iPad в прошлом).
В ноябре 2015 года Instagram объявил, что с 1 июня 2016 года он прекратит предоставлять API-доступ к своей платформе, чтобы «сохранить контроль для сообщества и предоставить четкую дорожную карту для разработчиков» и «создать более устойчивую среду вокруг аутентичного опыта на платформе». Сообщалось, что эти изменения были в первую очередь направлены на то, чтобы препятствовать сторонним клиентам копировать Instagram (для сохранения монетизации сервиса) и из соображений безопасности. После скандала с Cambridge Analytica, Instagram начал вводить дополнительные ограничения на свой API в 2018 году.

### Проверка фактов
16 декабря 2019 года Facebook объявил, что расширит свои программы проверки фактов на Instagram, используя сторонние организации по проверке фактов, которые могут быть идентифицированы, проанализированы и помечены как ложные. Контент, оцененный как ложный или частично ложный, удаляется со страницы исследования, а страницы хэштегов, кроме того, контент, оцененный как ложный или частично ложный, помечается как таковой. С добавлением программы проверки фактов Facebook для поиска новых случаев дезинформации стала использоваться технология сопоставления изображений. Если часть контента помечена как ложная или частично ложная на Facebook или Instagram, то дубликаты такого контента также будут отмечены как ложные.

### Изменения в алгоритме и дизайне
В апреле 2016 года Instagram начал вносить изменения в порядок фотографий, отображаемых на временной шкале пользователя, уходя от строго хронологического к порядку, определяемому алгоритмом. Instagram заявил, что алгоритм был разработан таким образом, чтобы пользователи могли видеть больше фотографий пользователей, которые им понравились.

### Комнаты
2 марта 2021 на фоне популярности приложения «Clubhouse», Instagram представил новый вид прямых трансляций — «комнаты». В прямой эфир можно добавлять четырёх пользователей (как сразу, так и в течение трансляции). Создатель эфира будет отображен вверху эфира, а остальные участники — внизу. У зрителей остались все те же функции, что и в обычных прямых трансляциях.

### Каналы
17 февраля 2023 года Instagram анонсировал новую функцию «Каналы», позволяющей делиться сообщениями и контентом со своими подписчиками. На старте функция будет доступна для определённого круга лиц в США, она пока находится в состоянии бета-теста, но планируется в ближайшие месяцы сделать доступной для всех пользователей.
Как сообщается, в каналах можно будет размещать текстовые сообщения, изображения и видео, опросы, реакции, но полный функционал доступен только создателям канала. Обычные подписчики могут только просматривать и реагировать на обновления в канале. Они будут размещаться в разделе Direct (личные сообщения).
В мае 2023 года Instagram расширили функциональность каналов, добавив в них возможность приглашения соавторов.
С середины июня 2023 года каналы стали доступны для всех пользователей.

## Особенность
Instagram «замораживает» страницы умерших. «Если вам встретится аккаунт, который принадлежит умершему, вы можете сообщить нам об этом для установки памятного статуса». Для установки требуется подтверждение смерти — ссылка на некролог или новостную статью. Памятный статус — особая опция, которая не позволяет больше никому входить в профиль. Нельзя убирать свои отметки с фотографий умершего, удалять лайки и т. д. Аккаунт словно консервируется, при этом пропадая из раздела «Интересное». Право удалить аккаунт умершего есть только у родственников. Они могут отправить запрос на удаление, приложив свидетельство о рождении умершего, свидетельство о смерти и доказательство того, что являются наследником или законным представителем человека.

## Бизнес в Instagram’е
В последнее время Instagram возымел популярность не только среди обычных пользователей. Большинство предпринимателей, компаний, и брендов запускают свою рекламу в преддверии потока аудитории. Удобной данная площадка стала потому, что её посетители все ещё восприимчивы к рекламе, так как её там ещё не так много. Также Instagram обладает всей необходимой функциональностью, особенно, когда профиль ведется в режиме бизнес-аккаунта, так как есть доступ к статистике, такой, как вовлеченность, охват и т. д. Также благодаря функции Direct стало достаточно удобно общаться с потенциальными потребителями. А использование хештегов облегчило поиск товаров, событий, да и чего бы то ни было в принципе.
На данный момент в Instagram’е представлены несколько видов страниц: личные аккаунты пользователей, блогеры, паблики (тематические сообщества), интернет-магазины, бизнес-аккаунты (кафе и рестораны, туристические бюро, производство), аккаунты брендов, аккаунты для знаменитости, боты.
В 2018 году был опубликован список самых дорогих пользователей Instagram Rich List 2018, возглавила список Кайли Дженнер, так как за один пост в её Instagram рекламодателю придется заплатить 1 млн долларов.

## Рекорды в Instagram
В январе 2019 года фотография куриного яйца стала самой популярной фотографией Instagram по количеству лайков за всю историю существования социальной сети.
Самой популярной страницей в социальной сети на 2024 год является страница португальского футболиста, выступающего за футбольный клуб «Ан-Наср» и сборную Португалии Криштиану Роналду. На своём счету спортсмен имеет 639 млн пользователей. В 2021 году Криштиану Роналду стал лидером по стоимости рекламы в Instagram — по информации BBC, средняя стоимость одного рекламного поста на его странице составляла 1,6 млн долларов.

## Instagram в России
По данным опроса, проведённого в декабре 2017 года ВЦИОМ, 14 % российских интернет-пользователей пользовались аккаунтом в Instagram каждый день или почти каждый день. На май 2020 по данным MediaScope, Instagram занимал восьмое место по популярности среди россиян (аудитория более 59 млн пользователей). Приложение платформы занимает второе место среди самых скачиваемых бесплатных приложений в App Store, а в Google запрос instagram находится на десятом месте по популярности.
После нападения России на Украину Meta временно сняла с пользователей в Восточной Европе и постсоветских кавказских республиках ограничения на «язык ненависти» в отношении российских солдат и президентов России и Беларуси, но через несколько дней отменила это решение. Это послужило для российской власти поводом для блокировки «Фейсбука» и «Инстаграма» в России и признания Meta «экстремистской организацией».
11 марта 2022 года Роскомнадзор по требованию Генеральной прокуратуры РФ принял решение ограничить доступ к Instagram в России «в связи с распространением призывов к совершению насильственных действий в отношении россиян, в том числе военнослужащих», которые Meta Inc. отказалась удалять из Instagram. Однако Роскомнадзор полностью ограничил доступ к Instagram в 00 часов по местному времени 14 марта 2022 года. Чтобы «активные пользователи Instagram успели перенести свои фото- и видеоматериалы в другие социальные сети, успели уведомить свои контакты и своих подписчиков», Роскомнадзор предусмотрел для пользователей дополнительные 48 часов переходного периода. 14 марта в России Instagram официально внесён в единый реестр запрещённых сайтов. 21 марта 2022 года Роскомнадзор официально внес Instagram в реестр сайтов, запрещенных на территории России. Согласно реестру, доступ к соцсети ограничен по требованию Генпрокуратуры от 11 марта на основании статьи 15.3 Федерального закона № 149-ФЗ.